# Het Vogeljaar (tijdschrift)
Het Vogeljaar was een “tweemaandelijks tijdschrift voor vogelstudie en vogelbescherming”. Het verscheen voor het eerst in 1953, en was de voortzetting van “Wiek en sneb”.

Het tijdschrift werd uitgegeven door de Stichting Het Vogeljaar, die tot 2017 ook elk jaar een Vogelfotokalender uitgaf.

In Het Vogeljaar werd algemene ornithologische (vogelkundige) informatie geboden in de vorm van artikelen over uiteenlopende onderwerpen, zoals het waarnemen, opmerkelijk gedrag, vogeltrek, belangrijke binnenlandse en buitenlandse vogelgebieden, bedreigingen en ziekten. Ook werden regelmatig uitgewerkte gegevens van grote en kleine onderzoeken gepubliceerd. Er waren vaste rubrieken over “Vogels kijken langs de Digitale Snelweg” en knipsels uit de pers. 
Het tijdschrift bevatte veelsoortige korte mededelingen, waaronder besprekingen van nieuwe uitgaven. Ten slotte keerde in elk nummer de rubriek “veldwaarnemingen” terug.
Begin 2022 is het tijdschrift opgehouden te bestaan.

## ISSN
Het ISSN-nummer van Het Vogeljaar is: 0042 – 7945